# Beat Surrender
Beat Surrender är en låt av den brittiska gruppen The Jam. Utgiven i november 1982 var den gruppens sista singel och deras fjärde etta på brittiska singellistan efter Going Underground, Start! och Town Called Malice.
Beat Surrender utgavs endast som singel och finns ej med på något av gruppens studioalbum. Den gavs ut som 7"-singel med Shopping som b-sida. Den utgavs även som dubbel 7"-singel och som 12"-singel vilka även innehåller coverversioner av The Chi-Lites Stoned Out of My Mind, Curtis Mayfields Move On Up och Edwin Starrs War.